# Chiến dịch Ba Lan của Bộ Dân ủy Nội vụ Liên Xô
Chiến dịch Ba Lan của Bộ Dân ủy Nội vụ Liên Xô (viết tắt: НКВД (tiếng Nga), NKVD (chuyển tự Latinh)) từ 1937 tới 1938 là một trong những chiến dịch thanh trừng của NKVD chống lại những người bị nghi là "gián điệp Ba Lan" trong thời kỳ Đại thanh trừng. Được hạ lệnh bởi Bộ Chính trị nhắm vào "tất cả người Ba Lan", gần 140.000 người đã bị bỏ tù với gần 112.000 người Ba Lan bị giết cùng với những người bị nghi là điệp viên Ba Lan đương thời. Những hành động diệt chủng này được chỉ đạo và chấp thuận bởi Nikolai Yezhov theo mệnh lệnh 00485. Theo Timothy Snyder, phần đông các nạn nhân là người Ba Lan, nhưng không hoàn toàn do NKVD, để đẩy nhanh tiến độ, đã tìm cách bắt giữ những người nghi làm việc cho Đệ nhị Cộng hòa Ba Lan hoặc cả những người có tên giống với người Ba Lan.
Chiến dịch Ba Lan được coi là chiến dịch tàn bạo nhất trong thời kỳ Đại thanh trừng ở Liên Xô và được cho là chiến dịch có quy mô nhất được tiến hành bởi Yezhov. Nó cũng bị coi là một trong những bi kịch đầu tiên của Ba Lan thời hiện đại, báo hiệu tương lai u ám tới nước này.

## Mệnh lệnh số 00485
Bộ Chính trị Liên Xô bấy giờ đã chấp thuận một kế hoạch gọi là "biện pháp thanh lọc các chuyên gia và gián điệp Ba Lan cùng các tù binh chiến tranh" vào 9 tháng 4 năm 1937 bởi Nikolai Yezhov, và cũng chính Yezhov ký hai ngày sau đó. Nó cũng được các lãnh đạo mọi cấp bậc của Đảng Cộng sản Liên Xô đương thời thông qua qua một lá thư bí mật dài 30 trang của Yezhov nói về "chiến dịch Ba Lan". Bức thư có đề tài "trước mặt bọn phát xít-ly khai, gián điệp, chuyên viên, bại hoại và khủng bố Ba Lan ở Liên Xô". Iosif Vissarionovich Stalin cũng ngầm ủng hộ và yêu cầu NKVD "đào bới và tận diệt bọn cặn bã Ba Lan".

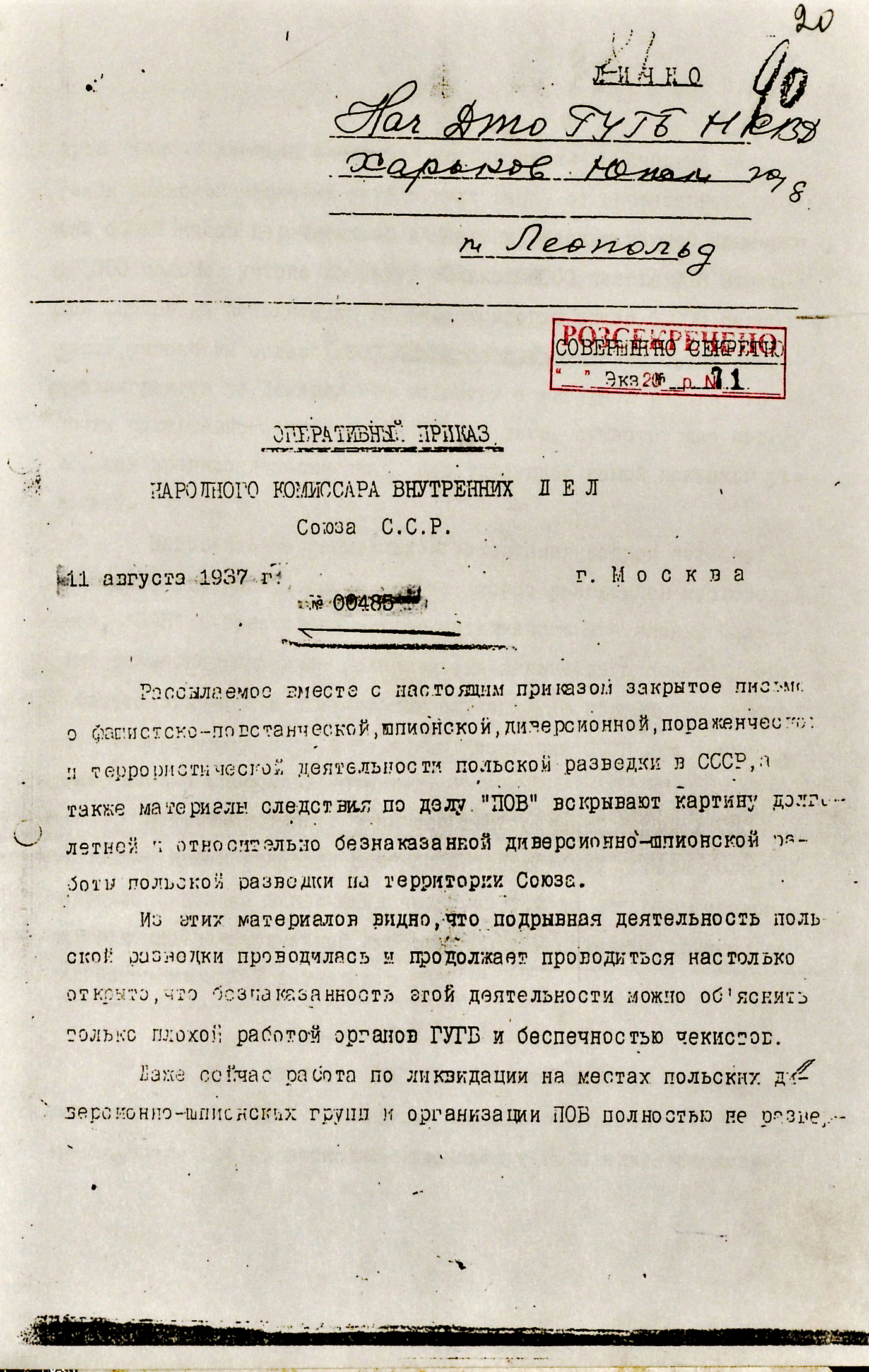
Trang đầu tiên bản copy của Mệnh lệnh số 00485, làm bởi nhánh Kharkov của NKVD.

"Mệnh lệnh" cũng được tối giản trong một cuốn "album" mật của NKVD và được thu thập bởi các giới chức NKVD. Sau khi thu thập, tất cả sẽ được tiến hành ngay lập tức.
Chiến dịch này là chiến dịch thứ hai trong cuộc Đại thanh trừng ở Liên Xô với cái cớ rằng nó liên quan tới các "kẻ thù tư bản chủ nghĩa" nhắm tới người Latvia, Belarus, Litva, Estonia, Phần Lan, Ukraina, Tatar và Đức. Theo Timothy Snyder, thì nó đã được ngụy tạo để tận dụng cho chiến dịch diệt chủng người Ba Lan ở nước này. Một số cho rằng nó có lẽ được tiến hành để lấy lý do giải thích cho sự kiện Holodomor bấy giờ. Vsevolod Balitsky, một quan chức Liên Xô lúc đó, lấy Hiệp hội Quân sự Ba Lan với lý do hội này chứa chấp điệp viên dù hội đã giải tán năm 1921, và NKVD coi nó vẫn tồn tại. Trong khi đó, những người Cộng sản Quốc tế thì giúp giải mã hồ sơ những người Ba Lan để tiến hành diệt chủng có quy mô lớn, và người Ba Lan ở Liên Xô thường bị tra tấn để khai danh tính người Ba Lan có liên quan khác.

## Diệt chủng
Theo sử giả Michael Ellman, thì chiến dịch này có thể gán với chiến dịch diệt chủng quy mô lớn theo Liên Hợp Quốc, và được Simon Sebag Montefiore chia sẻ, với điểm khác là ông này cho rằng nó chỉ là một cuộc thanh trừng "quy mô nhỏ" trong cuộc Đại thanh trừng. Tiến sỹ Tomasz Sommer cũng coi đó là diệt chủng và được giáo sư Marek Jan Chodakiewicz tán thành. Nhiều người còn cho rằng nó chỉ là khởi đầu của một chiến dịch đàn áp người Ba Lan quy mô lớn hơn sau này.

## Liên kết khác
- McLoughlin, Barry, and McDermott, Kevin (eds). Stalin's Terror: High Politics and Mass Repression in the Soviet Union. Palgrave Macmillan, December 2002. ISBN 1403901198.
- Norman M. Naimark, Stalin's Genocides (Princeton University 2010).
- Paczkowski, Andrzej (1999), "Poland, the "Enemy Nation"", trong Stéphane Courtois; và đồng nghiệp (biên tập), Black Book of Communism, tr. 372–375, Bản gốc lưu trữ ngày 21 tháng 1 năm 2021, truy cập ngày 13 tháng 12 năm 2017